# Maihueniopsis clavarioides
Maihueniopsis clavarioides (Pfeiff.) E.F.Anderson, conocida también como Puna clavarioides, es una especie fanerógama perteneciente a la familia Cactaceae. 

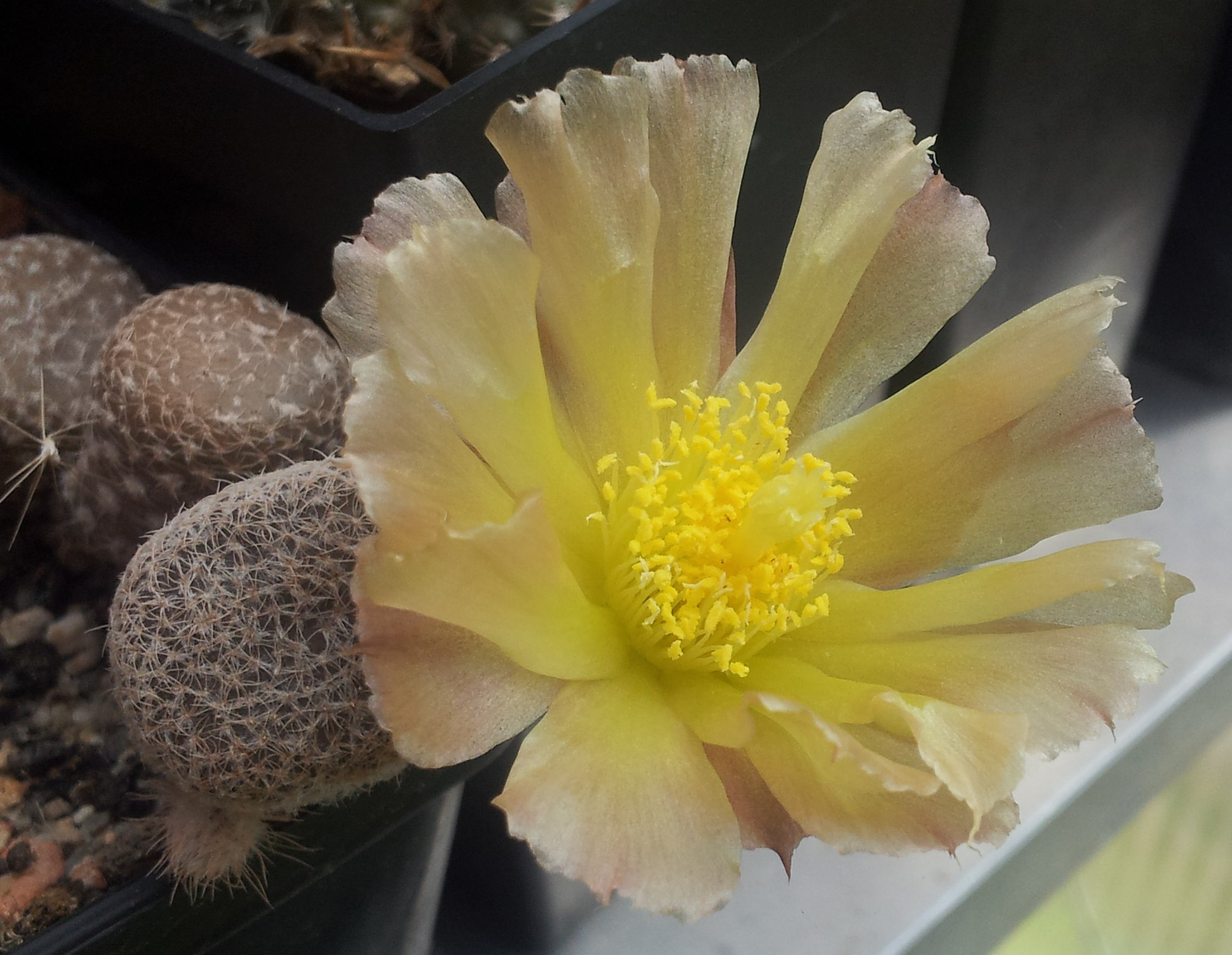
Flor

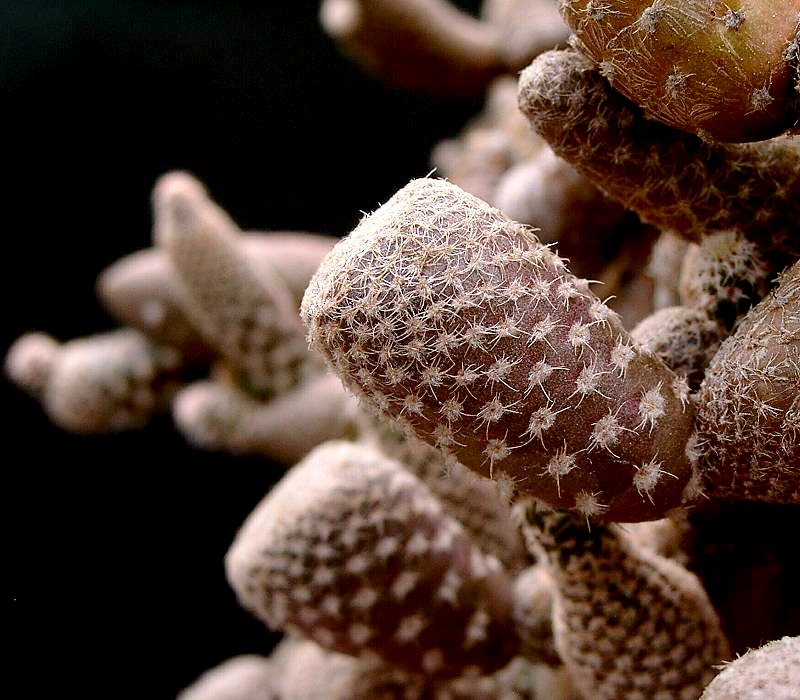
Detalle

## Distribución
Es endémica de Argentina en Mendoza y San Juan.  Las actividades mineras actuales y previstas, así como el turismo también están amenazando las especies. La extracción por los coleccionistas se considera de bajo riesgo, ya que es difícil de encontrar y se produce en zonas de difícil acceso. La especie se encuentra en la Reserva natural Villavicencio (Mendoza).

## Descripción
Maihueniopsis clavarioides tiene una gran raíz hinchada pivotante y un mechón de  brotes subterráneos. El pequeño tallo de color café grisáceo oscuro es ramificado, miden de 2 a 3 centímetros de largo, es cilíndrico para cónico invertido, hundido la mayor parte del extremo aplanado.   Las muy pequeñas areolas son muy numerosos en la parte superior. Un máximo de diez pequeñas espinas están dispuestas en forma de peine y se encuentran en la superficie de la unidad, miden 1 milímetro de largo. Las flores son de color verde amarillento a verde olivo y aparecen lateralmente y  de hasta cuatro centímetros. Su pericarpio está cubierto de pequeñas escamas, que lleva el pelo corto y cerdas en sus axilas. El fruto en forma de pera, oscuro negruzco púrpura de 1,5 a 2 centímetros de largo.

## Taxonomía
Maihueniopsis clavarioides fue descrita por (Pfeiff.) E.F.Anderson y publicado en Cactus and Succulent Journal 71(6): 325. 1999.
Etimología
Maihueniopsis: nombre genérico que deriva de la  palabra griega: opsis, "similar", refiriéndose a su parecido con  Maihuenia.
clavarioides: epíteto latíno que significa "similar a Clavar"
Sinonimia
- Opuntia clavarioides
- Cylindropuntia clavarioides
- Austrocylindropuntia clavarioides
- Puna clavarioides